# クローミング・ローズ
CHROMING ROSE（クローミング・ローズ）は、ドイツ出身の5人組ヘヴィメタル・バンド。1990年代を代表するジャーマンメタルバンドのひとつだったが、1999年のアルバムリリース以降活動を休止し2001年に解散した。後期からはスピードメタルのスタイルを捨て、ギター一本の4人組になった。バンド名については、最初はChromium Rose（クロミウム・ローズ）と名乗っていたが、ある時ライブ運営側の手違いでChroming Rose（クローミング・ローズ）とアナウンスされてしまい、以来それをバンド名としたというエピソードがある。

## メンバー

### 活動休止前のメンバー
- Vocal: Tom Reiners（トム・ライナース）1995年～2001年
- Guitar: S.C. Wüller（エス・シー・ヴラー）1988年～2001年
- Bass: Harry Bex (Harry Steiner)（ハリー・ベックス(ハリー・シュタイナー)）1989年～2001年
- Drum: Tane (Tino) Mende（タネ（ティノ）・メンデ）1989年～2001年

### 旧メンバー
- Guitar: Matthias Mende（マティアス・メンデ）1985年～1990年
- Vocal: Gerd Salewski（ゲルト・ザレウスキ）1988年～1993年
- Guitar: Rikki Rieger (Wolfgang Rieger)（リッキー・リーガー(ヴォルフガング・リーガー)）1990年～1992年
- Guitar: Cornel Schneider（コーネル・シュナイダー）1992年
- Guitar: Reno Wendschuh

マティアスとティノのメンデ兄弟は旧東ドイツ、ハリー・シュタイナーはルーマニア出身。東西冷戦の最中、彼らは亡命という手段で旧西ドイツに渡った。ガードとリッキーは、1985年頃ストレンジャーというバンドで活躍していた。
S.C.のファミリーネームの発音は「ヴラー」（ドイツまでメンバーに会いに行ったファンの証言より）、ファーストネームの"S.C."は彼の好きなウイスキーの銘柄"サザン・コンフォート"から付けたもの。

## 作品
- Born to destroy （1988年）
- Louis XIV （1990年）
- Angel (single, c/w You and I) （1990年）
- Garden of Eden （1991年）
- Pressure （1992年）
- Art Works Live Now （1995年）
- New World （1996年）
- Insight （1999年）
- Private （1999年） - アコースティック・ミニ・アルバム
- The Gift （1999年） - Insight＋Private＋豪華装丁